# Allotraeus rufescens
Allotraeus rufescens är en skalbaggsart som först beskrevs av Maurice Pic 1923.  Allotraeus rufescens ingår i släktet Allotraeus och familjen långhorningar.
Artens utbredningsområde är Taiwan. Inga underarter finns listade i Catalogue of Life.